# Заосе-Мончник
Заосе-Мончник (пол. Zaosie-Mącznik) — село в Польщі, у гміні Уязд Томашовського повіту Лодзинського воєводства.
У 1975-1998 роках село належало до Пйотрковського воєводства.